# Dány
Dány là một thị trấn thuộc hạt Pest, Hungary. Thị trấn này có diện tích 43,01 km², dân số năm 2010 là 4437 người, mật độ 103 người/km².